# 田島山十一ヶ寺

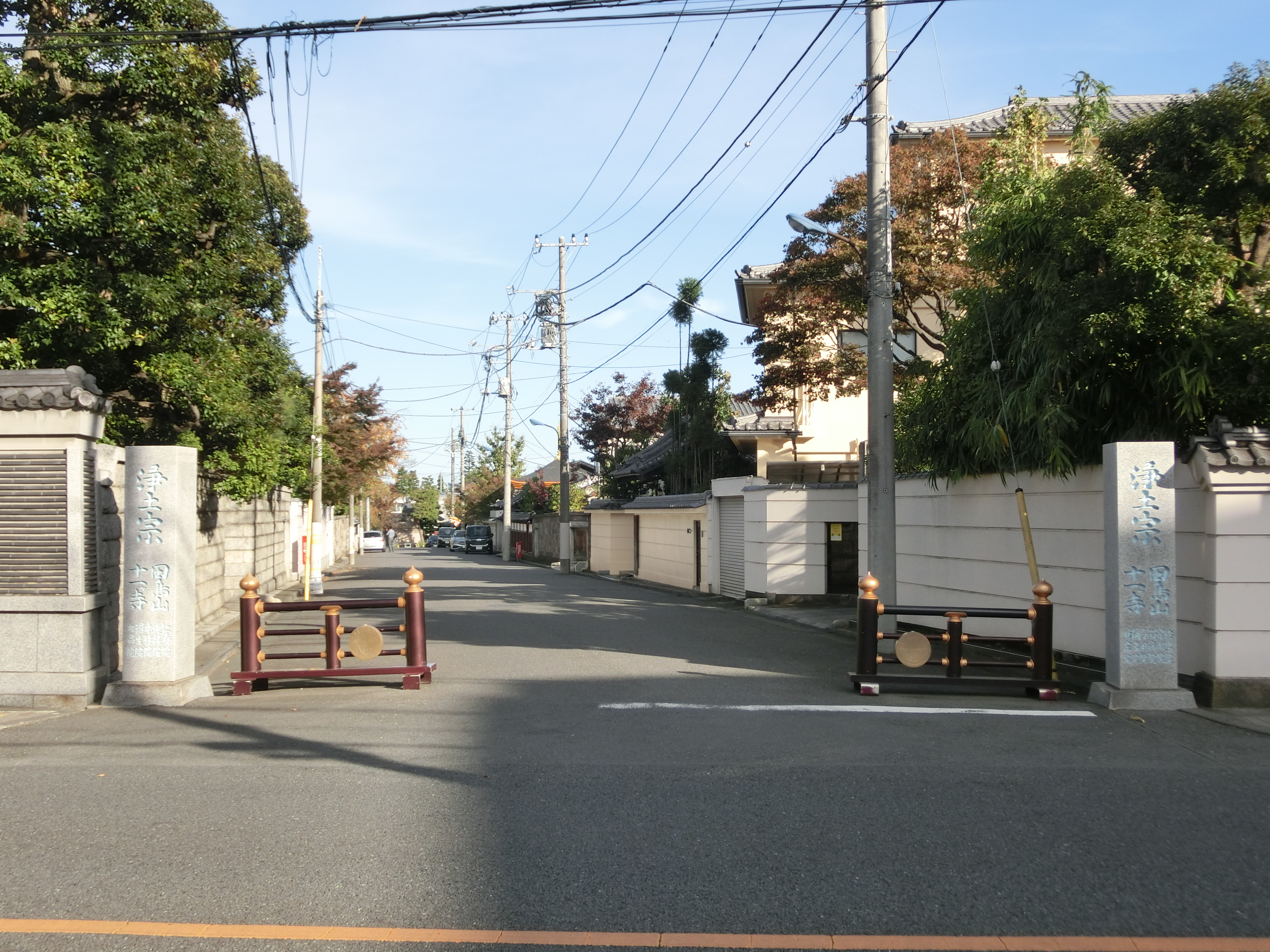
田島山十一ヶ寺入口

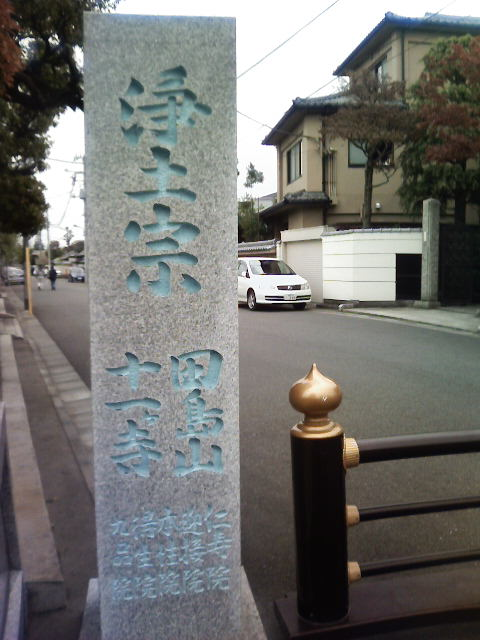
入口から参道奥（墓地）方面を望む。

田島山十一ヶ寺（たじまさんじゅういっかじ）は、東京都練馬区練馬にある、浄土宗の寺院群。「練馬十一ヶ寺」とも。各寺院は、元は浅草にあった田島山誓願寺の塔頭であった。

## 概要
かつて浅草にあった誓願寺の塔頭寺院が、大正12年（1923年）の関東大震災の後、現在地へ移転したもので、通りの左右に11か寺が軒を連ねる。いずれも、寺号は誓願寺で、本山は知恩院である。なお、本寺の誓願寺は東京都府中市に移転した。

## 各寺院
十一ヶ寺は、以下の通りである。

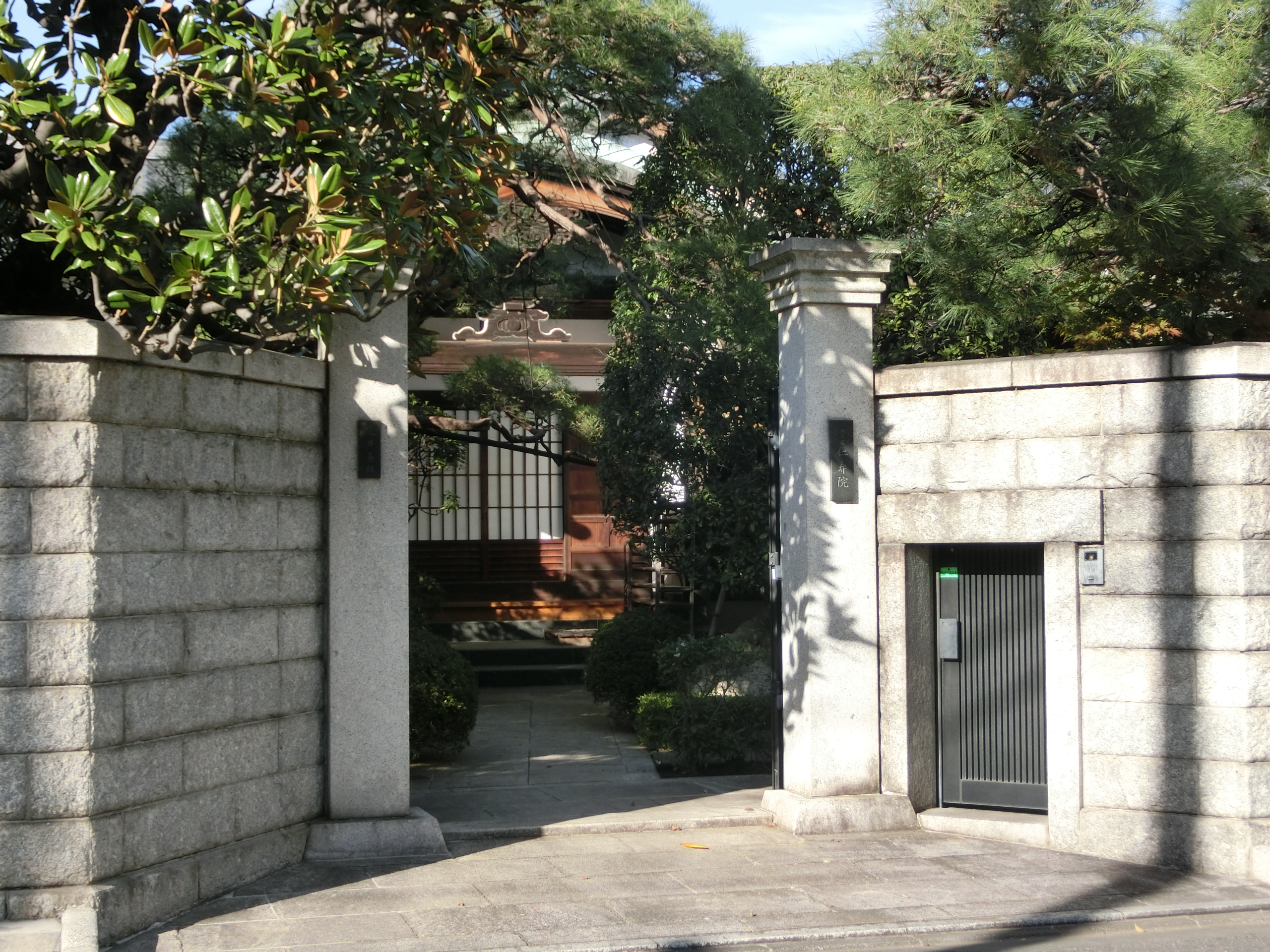
仁寿院（にんじゅいん）。練馬4-25-9。慶長2年（1597年）に、本蓮社心誉祖源和尚が開基。本尊は阿弥陀如来。
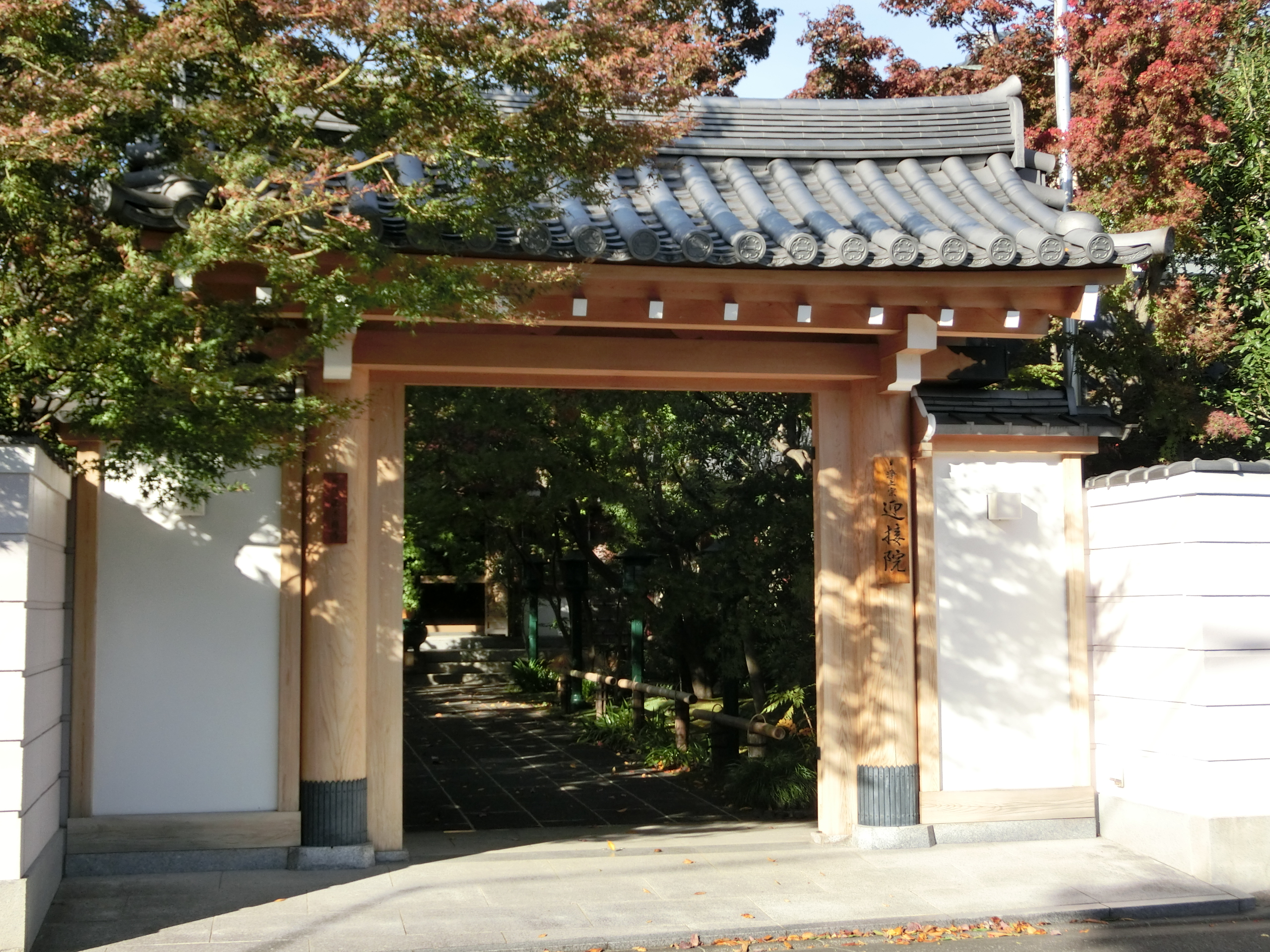
迎接院（こうじょういん）。練馬4-25-6。寛文年間（1661年-1673年）に、浄可比丘（じょうかびくに）が開基。本尊は阿弥陀如来。
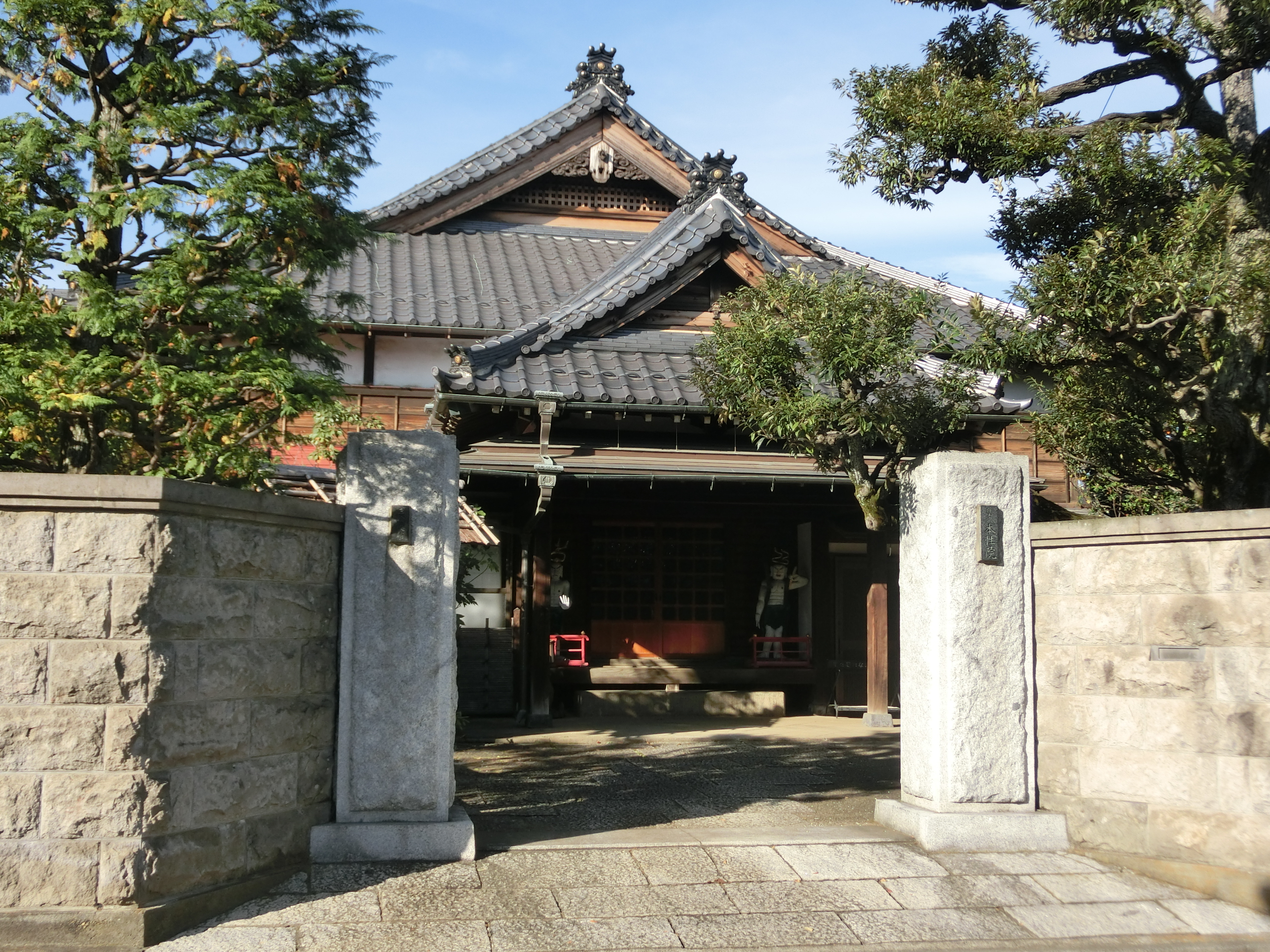
本性院（ほんしょういん）。練馬4-25-5。蓮誉台休（れんよだいきゅう）和尚が開基。本尊は阿弥陀如来。
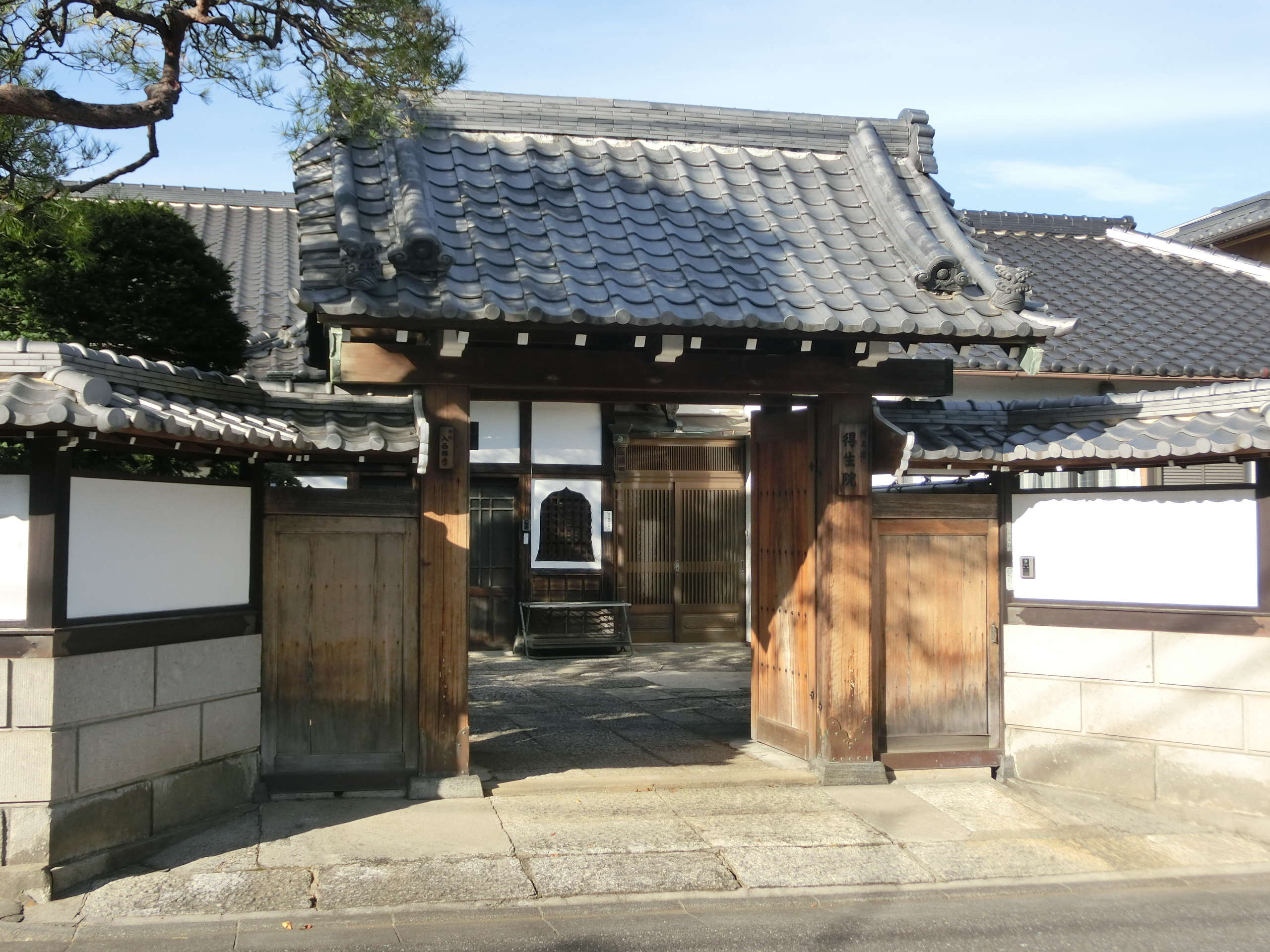
得生院（とくしょういん）。練馬4-25-3。龍誉（りゅうよ）上人が開基。本尊は阿弥陀如来。
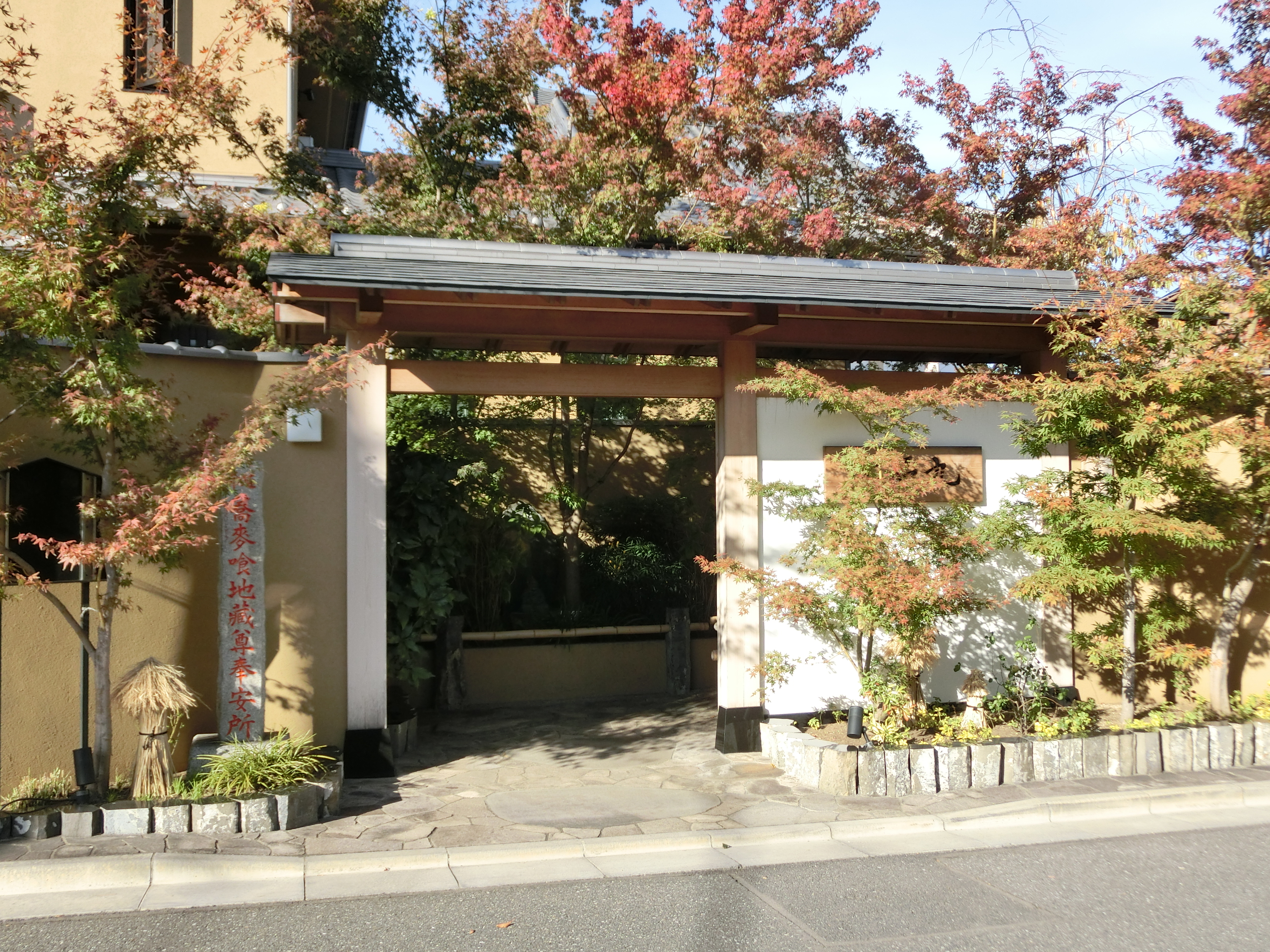
九品院（くほんいん）。練馬4-25-1。慶長年間（1596年-1615年）に、本蓮社正誉秀覚（しょうよしゅうがく）和尚が開基。本尊は阿弥陀如来。六朝慈母観音、蕎麦喰地蔵がある。
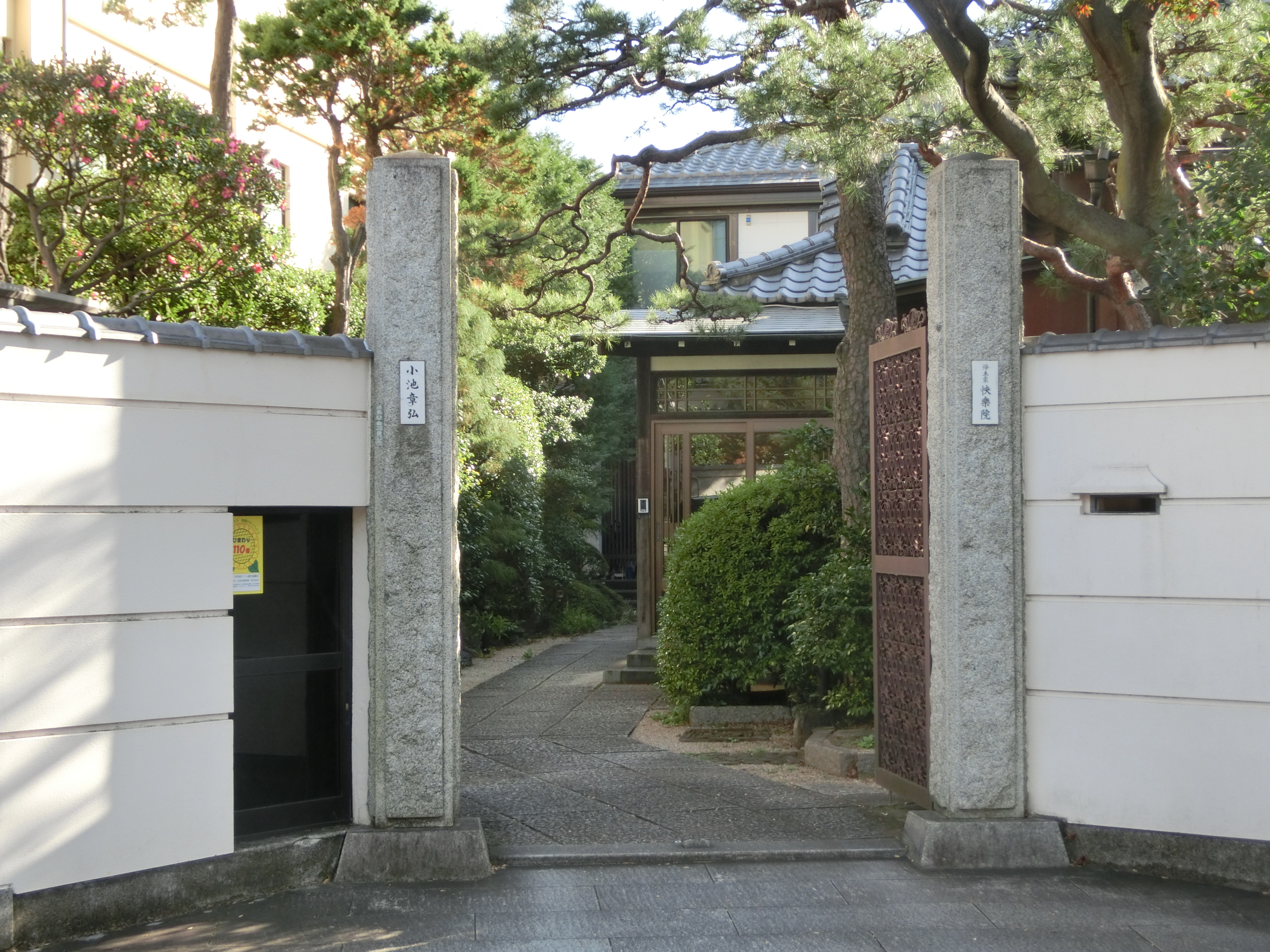
快楽院（けらくいん）。練馬4-26-15。文禄3年（1594年）に、翁誉文公和尚が開基。本尊は阿弥陀如来
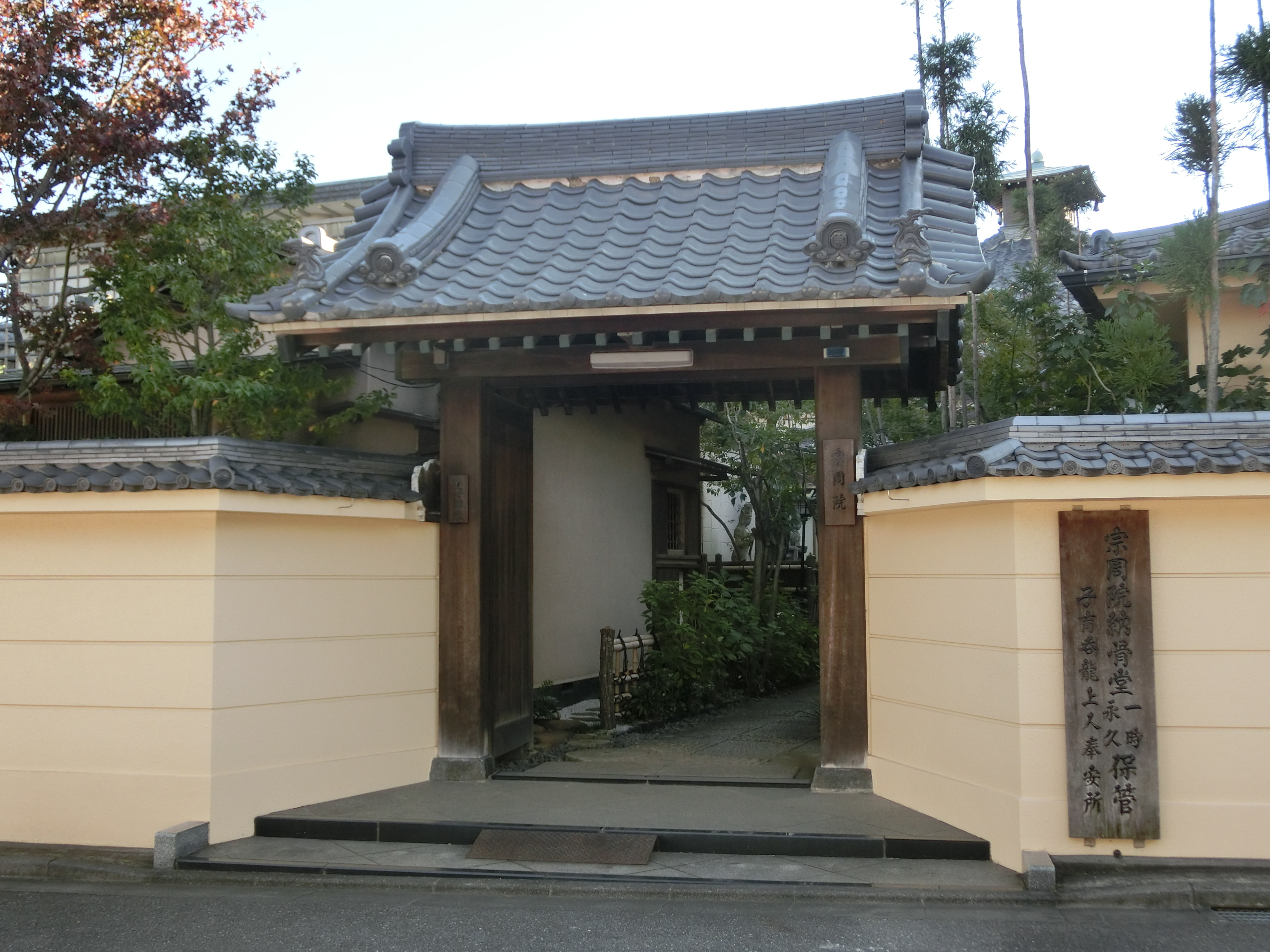
宗周院（そうしゅういん）。練馬4-26-17。寛永年間（1624年-1644年）に、仰蓮社求誉古閑（こうれんしゃくよこかん）和尚が開基。本尊は阿弥陀如来。呑龍上人御分身がある。
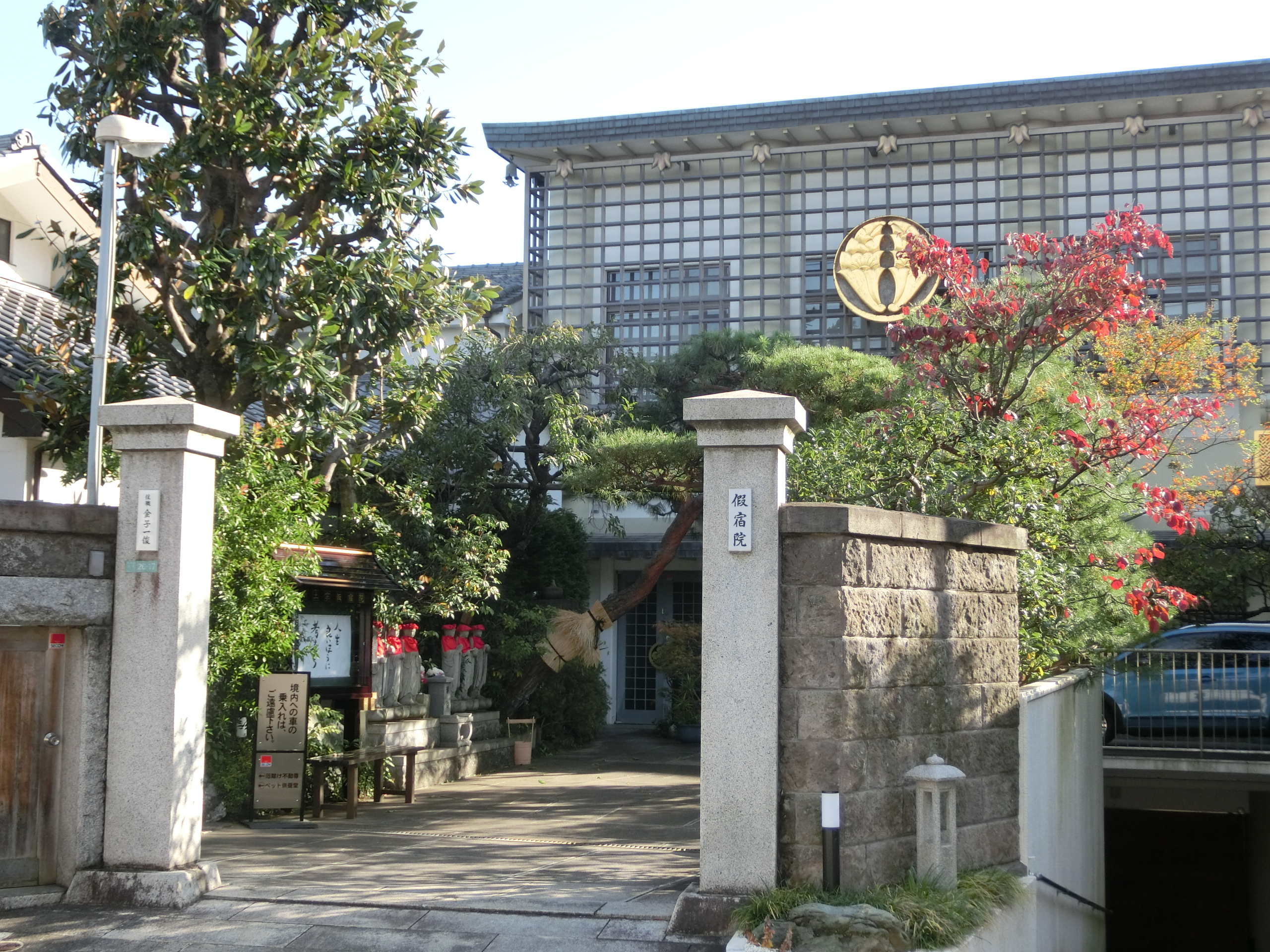
仮宿院（けしゅくいん）。練馬4-26-17。文禄4年（1595年）に、音誉（おんよ）上人が開基。本尊は腹帯阿弥陀如来。
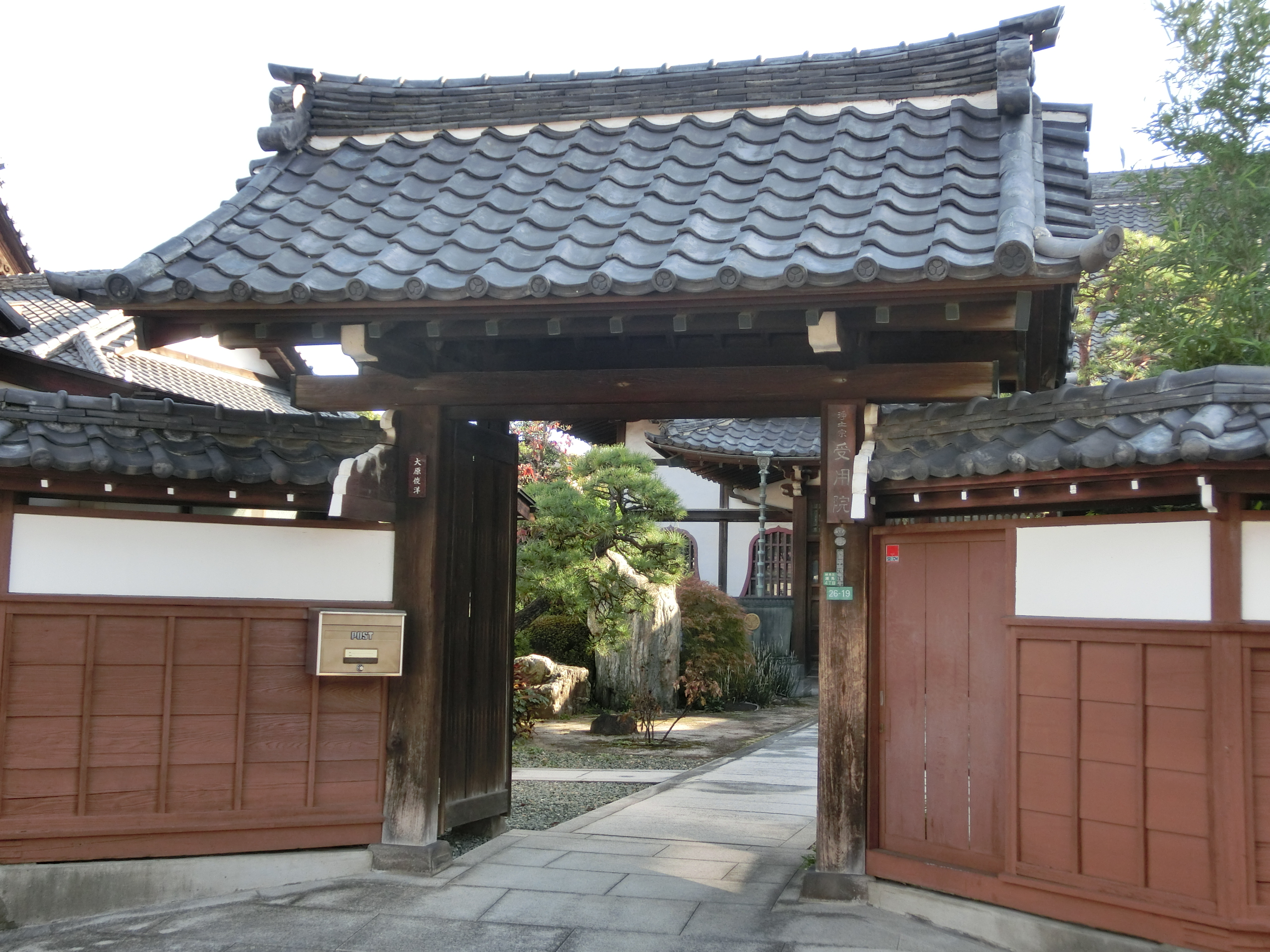
受用院（じゅよういん）。練馬4-26-17。1626年（寛永3年）に、清誉（しょうよ）上人が開基。本尊は阿弥陀如来。
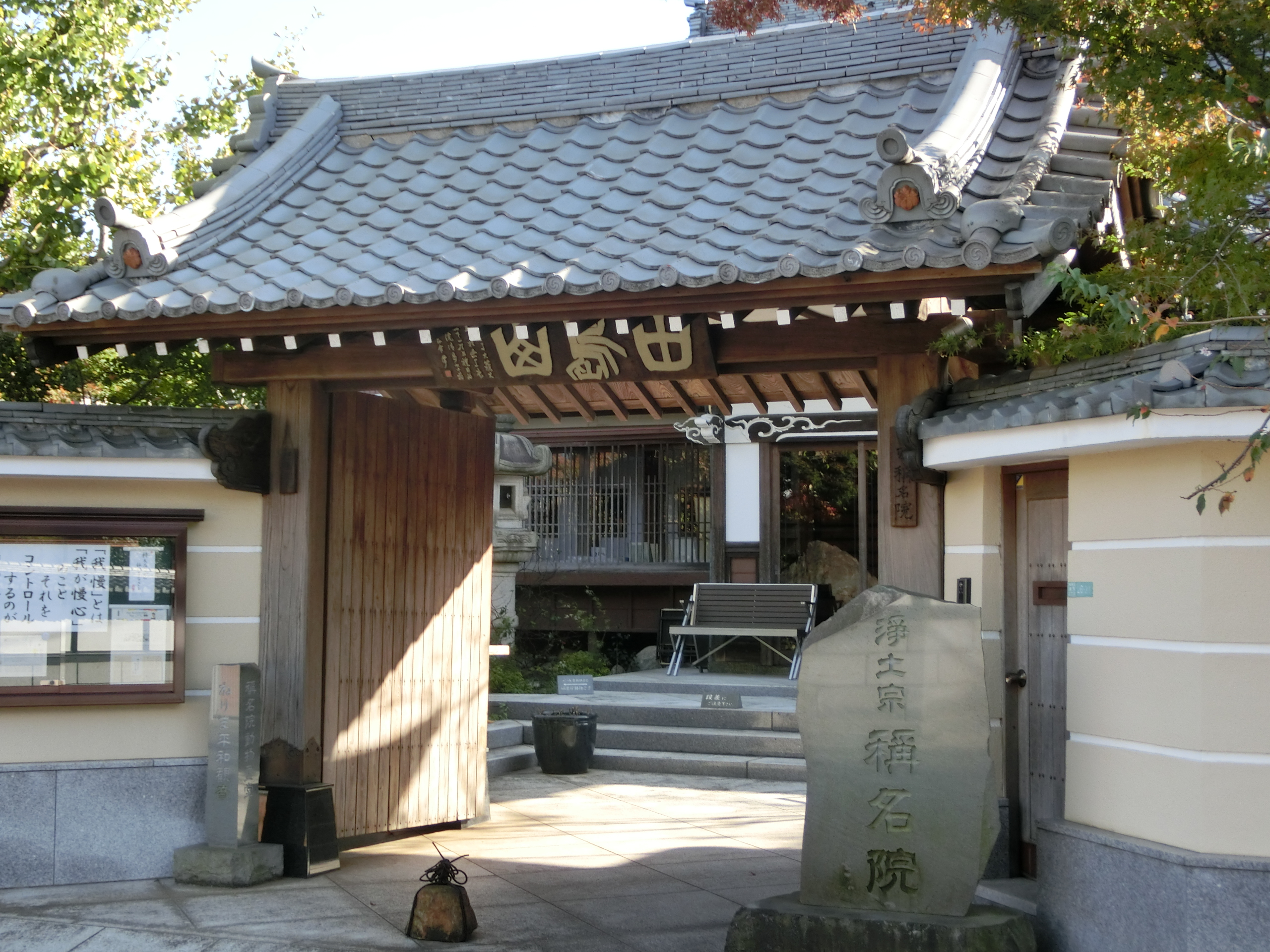
称名院（しょうみょういん）。練馬4-26-21。寛永年間（1624年-1644年）に、称西（しょうさい）上人が開基。本尊は阿弥陀三尊。
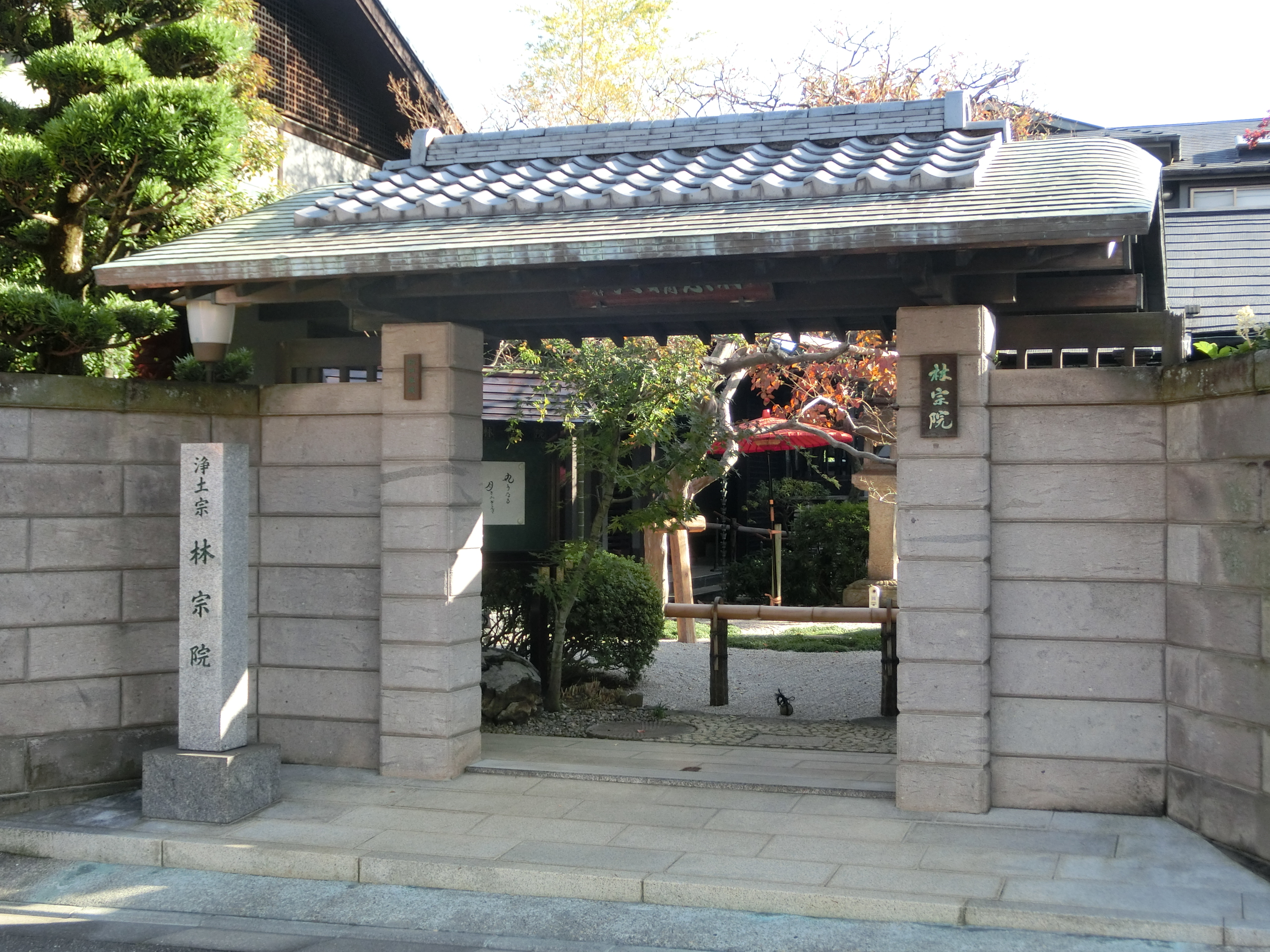
林宗院（りんそういん）。練馬4-26-22。元和3年（1617年）に、林宗上人が開基。本尊は阿弥陀三尊。

## 文化財

### 史跡
小野蘭山墓
小野蘭山墓は、当初、浅草にあったが、1927年（昭和2年）に、迎接院が浅草から移ったことに伴い、現在の迎接院墓地内へ改葬された。墓石には、国学者の屋代弘賢がまとめた事跡が刻まれている。墓誌銘にも事跡がある。東京都指定有形文化財（歴史資料）（「小野蘭山墓及び墓誌」として、2008年（平成20年2月21日指定。東京都指定旧跡の「小野蘭山墓」（1924年（大正13年）2月5日指定）を種別及び名称変更した。）および練馬区登録史跡（1988年（昭和63年）登録）
池永道雲墓
池永道雲墓は、当初、浅草にあったが、1927年（昭和2年）に、受用院が浅草から移ったことに伴い、現在の受用院墓地内へ改葬された。東京都指定旧跡（1932年（昭和7年）7月1日指定）。練馬区登録史跡（1988年（昭和63年）登録）。

### その他
澤村宗十郎墓
澤村宗十郎 (初代)、澤村宗十郎 (3代目)（沢村田之助）、澤村宗十郎 (5代目)、澤村宗十郎 (7代目)、澤村宗十郎 (8代目)の墓が受用院にある。
著名人の墓
千葉周作（仁寿院）、青地宗白（医師）、植村淇園（儒学者）、燕栗園千寿（狂歌師）、岡部覚弥（日本美術院#正員。林宗院）、千金斉春芳（狂歌師）、土屋安親（奈良安親。林宗院）、岸本由豆流（林宗院）、小沢卜尺（俳人）、馬場存義（俳人）。
蕎麦喰地蔵
将軍延命厄難滅除蕎麦喰地蔵尊。元は西慶院にあり、昭和2年（1927年）から九品院。古くは武家の信仰も深く、将軍地蔵とも呼ばれた。

## 歴史
- 文禄3年（1594年） - 相模国小田原に、誓願寺が開祖。
- 文禄年間 - そば喰い地蔵を、誓願寺境内に安置する。
- 文禄4年（1595年） - 仮宿院が、音譽上人（春察）により三州刈谷土井家の菩提所として創建される。
- 慶長元年（1596年） - 東誉上人が徳川家康より神田豊島町（現在の須田町柳原付旧お玉ヶ池畔）に1万坪の土地を賜り、殿堂を移して元本坊誓願寺を建立した。このとき塔頭として仮宿院、得生院、徳寿院（現在は多磨霊園に移転）、西慶院（現在は九品院に合併）、快楽院を設けた。
- 慶長4年（1599年）9月 - 誓願寺塔頭として九品院が開山。
- 明暦3年(1657年) - 明暦の大火により消失し、再び徳川家の命により浅草田島町に移転、本坊塔頭を建立し、新たに本性院、宗周院、長安院、実昭院、長寿院を建立した。
- この間徳川家の外護、特に桂昌院のための菩提として御朱印3百石および別院屋敷として麻布田島町（現在の北里研究所の地）等に土地を賜り、また代々本住職の牌所（隠居所）として仁寿院、称名院等が塔頭として創立され、さらに常念仏道場として迎接院が創立した。
- 元禄11年（1698年） - 塔頭として、快楽院、仁寿院、迎接院、林宗院、称名院、徳寿院、本性院、宗周院、得生院、西慶院、仮宿院、九品院、長安院、受用院、宝照院があった。
- 享保年間(1716年-1736年) - 徳川家十人衆（当時の御用商人）並びに土井家、本多家、狩谷家が各塔頭を宿坊として外護に当った。各宿坊はそれぞれ有力な外護を持ったが、いずれも本坊の支配下にあり、各住職は本坊に輪番出勤する制度であった。
- 天保年間（1830年-1843年） - 悪疫流行時には、門前市をなす程の盛況だった。
- 途中、寺院の入れ替わりがあり、塔頭は16院となった。
- 明治維新 - 改革により、御朱印地は、国に没収され、本坊の維持が困難となり、各院は本坊より別れて、各々ひとつの寺として独立し、従来の宿坊制度の各取次檀家は、各院所属の檀家となった。
- 明治末年 - 西慶院が、九品院に合併される。
- 大正12年（1923年）  - 関東大震災により、全院が焼失。
- 大正14年（1925年）  - 関東大震災後の区画整理に伴い、本坊の誓願寺が、現在の府中市（多磨霊園正門前）に移転。現在は、誓願寺と田島山十一ヶ寺に関係はない。
- 昭和2年（1927年） - 墓地を現在地に移す。
- 昭和3年（1928年） - 塔頭寺院（現在の田島山十一ヶ寺）が、田島町仮屋から現在地へ移転。

## 所在地
- 東京都練馬区練馬4丁目25および26

## 交通
- 都営大江戸線 豊島園駅 徒歩2分
- 西武豊島線 豊島園駅 徒歩3分